# Stryhańce (obwód tarnopolski)
Stryhańce – wieś na Ukrainie w rejonie tarnopolskim (do 2020 brzeżańskim), w obwodzie tarnopolskim.
W II Rzeczypospolitej miejscowość w powiecie brzeżańskim województwa tarnopolskiego.
W 1944 nacjonaliści ukraińscy z OUN-UPA zamordowali 21 Polaków.
Do 2020 w  rejonie brzeżańskim.